# NGC 3900
NGC 3900 је лентикуларна галаксија у сазвежђу Лав која се налази на NGC листи објеката дубоког неба.
Деклинација објекта је + 27° 1' 18" а ректасцензија 11h 49m 9,3s. Привидна величина (магнитуда) објекта NGC 3900 износи 11,4 а фотографска магнитуда 12,3. Налази се на удаљености од 29,4000 милиона парсека од Сунца. NGC 3900 је још познат и под ознакама UGC 6786, MCG 5-28-34, CGCG 157-38, IRAS 11465+2718, PGC 36914.